# FestiBlues international de Montréal
 (août 2014).
Si vous disposez d'ouvrages ou d'articles de référence ou si vous connaissez des sites web de qualité traitant du thème abordé ici, merci de compléter l'article en donnant les références utiles à sa vérifiabilité et en les liant à la section « Notes et références ».
Le FestiBlues International de Montréal était un festival musical montréalais proposant quatre jours de concerts par année (en août) dans les registres du blues, folk et du rock.

## Description
Le FestiBlues International de Montréal est un événement culturel présenté au parc Ahuntsic ainsi que dans les restaurants et bars du quartier Ahuntsic. Inauguré en 1998 au parc Raimbault, le FestiBlues a fait beaucoup de chemin depuis, car d’événement de quartier, il est devenu un événement international.
Seul événement d'envergure internationale se déroulant dans le Nord de l’île de Montréal, le FestiBlues contribue à dynamiser l’offre culturelle hors du centre-ville. Grâce à une collaboration de plus de dix ans avec le Festival Blues sur Seine, en France, il permet à des artistes français de la relève blues de se produire au Québec et ainsi, aux festivaliers de faire des découvertes musicales. Ce partenariat promeut également la francophonie dans le blues.
Le FestiBlues offre une programmation blues et de musiques apparentées. Il se déroule annuellement la deuxième semaine du mois d’août durant quatre jours, soit du jeudi au dimanche. En tout, plus de quarante formations musicales professionnelles se produisent chaque année sur les scènes extérieures et intérieures. Le FestiBlues programme des artistes nationaux et internationaux professionnels et en émergence au sein de ses spectacles.
La dernière édition du FestiBlues s'est déroulée du 11 au 14 août 2016 comme annoncée sur leur site :

« Après 19 années, toute l’équipe du FestiBlues tire sa révérence avec fierté. Solidement ancré dans le quartier Ahuntsic-Cartierville, le FestiBlues tient à remercier particulièrement les citoyens du quartier. »